# کلاکرده (عباس‌آباد)
کلاکرده، روستایی از توابع بخش مرکزی شهرستان عباس‌آباد در استان مازندران ایران است.

## جمعیت
این روستا در دهستان لنگارود قرار دارد و براساس سرشماری مرکز آمار ایران در سال ۱۳۸۵، جمعیت آن ۳۵۷ نفر (۱۰۳خانوار) بوده‌است. مردم کلاکرده از قومیت طبری هستند مردم کلاکرده به زبان طبری (مازندرانی) سخن می‌گویند.